# Football Club des Girondins de Bordeaux 2018-2019 (femminile)
Questa voce raccoglie le informazioni riguardanti la squadra femminile del Football Club des Girondins de Bordeaux nelle competizioni ufficiali della stagione 2018-2019.

## Maglie e sponsor
Lo sponsor tecnico per la stagione 2018-2019 è Puma, mentre lo sponsor ufficiale è Bistro Régent. La prima tenuta è blu a tinta unita tranne per degli inserti bianchi su maglia e calzettoni e una V bianca sul petto.
| Casa | Trasferta | Terza tenuta |

## Organigramma societario
Area tecnica
- Allenatore: Jérôme Dauba
- Vice allenatore:
- Preparatore dei portieri:
- Preparatore atletico:
- Medico sociale:
- Fisioterapista:
- Coordinatore:

## Rosa
Aggiornata al 24 agosto 2019
| N. |                          | Ruolo | Calciatrice       |
| -- | ------------------------ | ----- | ----------------- |
| 1  | Nuova Zelanda (bandiera) | P     | Erin Nayler       |
| 2  | Francia (bandiera)       | D     | Chloé Bornes      |
| 3  | Francia (bandiera)       | D     | Marine Perea      |
| 4  | Francia (bandiera)       | D     | Vanessa Gilles    |
| 5  | Brasile (bandiera)       | D     | Kathellen Sousa   |
| 8  | Francia (bandiera)       | C     | Claire Lavogez    |
| 10 | Francia (bandiera)       | C     | Solène Barbance   |
| 11 | Francia (bandiera)       | C     | Juliane Gathrat   |
| 12 | Francia (bandiera)       | A     | Mylaine Tarrieu   |
| 14 | Francia (bandiera)       | C     | Ghoutia Karchouni |
| 15 | Francia (bandiera)       | A     | Maëlle Garbino    |

| N. |                     | Ruolo | Calciatrice       |
| -- | ------------------- | ----- | ----------------- |
| 18 | Francia (bandiera)  | A     | Viviane Asseyi    |
| 19 | Francia (bandiera)  | C     | Sophie Istillart  |
| 20 | Francia (bandiera)  | D     | Julie Thibaud     |
| 21 | Svizzera (bandiera) | A     | Camille Surdez    |
| 22 | Francia (bandiera)  | D     | Delphine Chatelin |
| 23 | Francia (bandiera)  | D     | Andréa Lardez     |
| 24 | Francia (bandiera)  | C     | Rose Lavaud       |
| 27 | Turchia (bandiera)  | A     | Melike Pekel      |
| 28 | Francia (bandiera)  | C     | Axelle Touzeau    |
| 29 | Brasile (bandiera)  | A     | Carol Rodrigues   |
| 30 | Francia (bandiera)  | P     | Romane Bruneau    |

## Calciomercato

### Sessione estiva
| Acquisti | Acquisti       | Acquisti            | Acquisti |
| R.       | Nome           | da                  | Modalità |
| -------- | -------------- | ------------------- | -------- |
| P        | Romane Bruneau | Olympique Lione     |          |
| D        | Vanessa Gilles | Apollōn Lemesou     |          |
| C        | Claire Lavogez | Olympique Lione     |          |
| A        | Viviane Asseyi | Olympique Marsiglia |          |
| A        | Maëlle Garbino | Saint-Étienne       |          |
| A        | Camille Surdez | Young Boys          |          |

| Cessioni | Cessioni            | Cessioni       | Cessioni       |
| R.       | Nome                | a              | Modalità       |
| -------- | ------------------- | -------------- | -------------- |
| P        | Alizée Nadal        | Yzeure         | svincolata     |
| P        | Vanessa Pimentel    | Mérignac-Arlac | fine contratto |
| P        | Léa Saintout-Cluzet | Eysines        | svincolata     |
| D        | Chloé Billaud       |                | fine contratto |
| D        | Emmanuelle Lacroix  | Tolosa         | svincolata     |
| C        | Niamh Fahey         | Liverpool      | svincolata     |
| A        | Sarah Cambot        | Soyaux         | svincolata     |
| A        | Nadjma Ali Nadjim   | Fleury         | svincolata     |

### Sessione invernale
| Acquisti | Acquisti     | Acquisti | Acquisti |
| R.       | Nome         | da       | Modalità |
| -------- | ------------ | -------- | -------- |
| A        | Melike Pekel | Bordeaux | prestito |

| Cessioni | Cessioni | Cessioni | Cessioni |
| R.       | Nome     | a        | Modalità |
| -------- | -------- | -------- | -------- |
|          |          |          |          |

## Risultati

### Division 1

#### Girone di andata
| Arbitro: | Stéphanie Di Benedetto |

|                   |           |  |
| Wenger 26’ (rig.) | Marcatori |  |

| Arbitro: | Florence Guillemin |

|  |           |             |
|  | Marcatori | 61’ Tarrieu |

| Arbitro: | Elodie Coppola |

|                       |           |  |
| Gilles 19’ Asseyi 32’ | Marcatori |  |

| Arbitro: | Hélène Burban |

|            |           |             |
| Lavaud 41’ | Marcatori | 9’ Clémaron |

| Arbitro: | Valentin Ougier |

|           |           |                        |
| Cuynet 9’ | Marcatori | 86’ Lavogez 90’ Lavaud |

| Saint-Médard-en-Jalles 13 ottobre 2018, ore 14:30 CEST 6ª giornata | Bordeaux        | 0 – 0 referto | Guingamp | Stadio Robert Monseau (451 spett.)\| Arbitro: \| Robin Chapapria \| |
| Arbitro:                                                           | Robin Chapapria |               |          |                                                                     |

| Arbitro: | Elodie Coppola |

|                             |           |  |
| Majri 8’, 30’ Hegerberg 80’ | Marcatori |  |

| Arbitro: | Hélène Burban |

|                                                  |           |  |
| Sällström 1’, 90+3’ Bourdieu 14’, 35’ Thiney 57’ | Marcatori |  |

| Arbitro: | Victoria Beyer |

|  |           |                     |
|  | Marcatori | 9’ Katoto 82’ Diani |

| Arbitro: | Aurélie Efe |

|  |           |                      |
|  | Marcatori | 48’ Sousa 65’ Asseyi |

| Arbitro: | Solenne Bartnik |

|  |           |            |
|  | Marcatori | 82’ Cambot |

#### Girone di ritorno
| Arbitro: | Stéphanie Di Benedetto |

|            |           |                                    |
| Austry 80’ | Marcatori | 36’ Rodrigues 59’, 61’, 73’ Asseyi |

| Arbitro: | Victoria Beyer |

|                 |           |                         |
| Asseyi 11’, 29’ | Marcatori | 39’ Cayman 65’ Puntigam |

| Arbitro: | Aurélie Efe |

|  |           |            |
|  | Marcatori | 6’ Lavogez |

| Arbitro: | Elodie Coppola |

|             |           |  |
| Thibaud 45’ | Marcatori |  |

| Arbitro: | Hélène Burban |

|                |           |                        |
| Lamontagne 41’ | Marcatori | 19’ (rig.), 77’ Asseyi |

| Arbitro: | Alexandra Collin |

|                      |           |  |
| Asseyi 36’ Pekel 48’ | Marcatori |  |

| Arbitro: | Stéphanie Di Benedetto |

|            |           |                                                                                   |
| Asseyi 30’ | Marcatori | 14’, 73’ van de Sanden 21’ Marozsán 27’, 84’ Hegerberg 48’ Le Sommer 63’ Buchanan |

| Arbitro: | Camille Soriano |

|            |           |  |
| Cambot 78’ | Marcatori |  |

| Arbitro: | Stéphanie Di Benedetto |

|                          |           |            |
| Asseyi 39’ Lavogez 90+3’ | Marcatori | 23’ Polito |

| Arbitro: | Elodie Coppola |

|                                            |           |                            |
| Katoto 11’, 12’, 62’, 90+5’ Diani 20’, 28’ | Marcatori | 43’ Rodrigues 82’ Chatelin |

| Arbitro: | Clémence Goncalves |

|           |           |               |
| Sousa 73’ | Marcatori | 55’ Sällström |

### Coppa di Francia
| Arbitro: | Stéphanie Di Benedetto |

|                              |                      |                                  |
| Asseyi Garbino Lardez Surdez | Tiri di rigore 2 – 4 | Février Ollivier Goutard Leconte |

## Statistiche

### Statistiche di squadra
| Competizione     | Punti | In casa | In casa | In casa | In casa | In casa | In casa | In trasferta | In trasferta | In trasferta | In trasferta | In trasferta | In trasferta | Totale | Totale | Totale | Totale | Totale | Totale | DR |
| Competizione     | Punti | G       | V       | N       | P       | Gf      | Gs      | G            | V            | N            | P            | Gf           | Gs           | G      | V      | N      | P      | Gf     | Gs     | DR |
| ---------------- | ----- | ------- | ------- | ------- | ------- | ------- | ------- | ------------ | ------------ | ------------ | ------------ | ------------ | ------------ | ------ | ------ | ------ | ------ | ------ | ------ | -- |
| Division 1       | 57    | 11      | 4       | 4       | 3       | -       | -       | 11           | 6            | 0            | 5            | -            | -            | 22     | 10     | 4      | 8      | 26     | 34     | -8 |
| Coppa di Francia | -     | 1       | 0       | 1       | 0       | 0       | 0       | -            | -            | -            | -            | -            | -            | 1      | 0      | 1      | 0      | 0      | 0      | 0  |
| Totale           | -     | 12      | 4       | 5       | 3       | -       | -       | 11           | 6            | 0            | 5            | -            | -            | 23     | 10     | 5      | 8      | 26     | 34     | -8 |

### Andamento in campionato
| Giornata  | 1 | 2 | 3 | 4 | 5 | 6 | 7 | 8 | 9 | 10 | 11 | 12 | 13 | 14 | 15 | 16 | 17 | 18 | 19 | 20 | 21 | 22 |
| --------- | - | - | - | - | - | - | - | - | - | -- | -- | -- | -- | -- | -- | -- | -- | -- | -- | -- | -- | -- |
| Luogo     | T | T | C | C | T | C | T | T | C | T  | C  | T  | C  | T  | C  | T  | C  | C  | T  | C  | T  | C  |
| Risultato | P | V | V | N | V | N | P | P | P | V  | P  | V  | N  | V  | V  | V  | V  | P  | P  | V  | P  | N  |
| Posizione | 7 | 5 | 3 | 3 | 3 | 3 | 5 | 4 | 5 | 6  | 7  | 5  | 5  | 3  | 3  | 3  | 3  | 3  | 4  | 3  | 4  | 4  |

Legenda:

Luogo: C = Casa; T = Trasferta. Risultato: V = Vittoria; N = Pareggio; P = Sconfitta.

### Statistiche delle giocatrici
| Giocatore    | Division 1 | Division 1 | Division 1  | Division 1 | Coppa di Francia | Coppa di Francia | Coppa di Francia | Coppa di Francia | Totale   | Totale | Totale      | Totale     |
| Giocatore    | Presenze   | Reti       | Ammonizioni | Espulsioni | Presenze         | Reti             | Ammonizioni      | Espulsioni       | Presenze | Reti   | Ammonizioni | Espulsioni |
| ------------ | ---------- | ---------- | ----------- | ---------- | ---------------- | ---------------- | ---------------- | ---------------- | -------- | ------ | ----------- | ---------- |
| V. Asseyi    | 22         | 12         | 2           | 0          | 1                | 0                | 0                | 0                | 23       | 12     | 2           | 0          |
| S. Barbance  | 21         | 0          | 2           | 0          | 1                | 0                | 0                | 0                | 22       | 0      | 2           | 0          |
| C. Bornes    | 4          | 0          | 1           | 0          | 0                | 0                | 0                | 0                | 4        | 0      | 1           | 0          |
| R. Bruneau   | 6          | -?         | 0           | 0          | 1                | 0                | 0                | 0                | 7        | 0+     | 0           | 0          |
| D. Chatelin  | 17         | 1          | 2           | 0          | 1                | 0                | 0                | 0                | 18       | 1      | 2           | 0          |
| C. Eliceche  | 1          | 0          | 0           | 0          | 0                | 0                | 0                | 0                | 1        | 0      | 0           | 0          |
| M. Garbino   | 20         | 0          | 2           | 0          | 1                | 0                | 0                | 0                | 21       | 0      | 2           | 0          |
| J. Gathrat   | 15         | 0          | 1           | 0          | 1                | 0                | 0                | 0                | 16       | 0      | 1           | 0          |
| V. Gilles    | 20         | 1          | 3           | 0          | 1                | 0                | 0                | 0                | 21       | 1      | 3           | 0          |
| S. Istillart | 19         | 0          | 3           | 0          | 1                | 0                | 0                | 0                | 20       | 0      | 3           | 0          |
| G. Karchouni | 18         | 0          | 1           | 0          | 1                | 0                | 0                | 0                | 19       | 0      | 1           | 0          |
| A. Lardez    | 22         | 0          | 1           | 0          | 1                | 0                | 0                | 0                | 23       | 0      | 1           | 0          |
| R. Lavaud    | 20         | 2          | 0           | 0          | 1                | 0                | 0                | 0                | 21       | 2      | 0           | 0          |
| C. Lavogez   | 21         | 3          | 5           | 0          | 0                | 0                | 0                | 0                | 21       | 3      | 5           | 0          |
| E. Nayler    | 16         | -?         | 0           | 0          | 0                | 0                | 0                | 0                | 16       | 0+     | 0           | 0          |
| M. Pekel     | 6          | 1          | 0           | 0          | 0                | 0                | 0                | 0                | 6        | 1      | 0           | 0          |
| M. Perea     | 0          | 0          | 0           | 0          | 0                | 0                | 0                | 0                | 0        | 0      | 0           | 0          |
| C. Rodrigues | 13         | 2          | 1           | 1          | 1                | 0                | 0                | 0                | 14       | 2      | 1           | 1          |
| K. Sousa     | 18         | 2          | 3           | 0          | 1                | 0                | 0                | 0                | 19       | 2      | 3           | 0          |
| C. Surdez    | 9          | 0          | 0           | 0          | 1                | 0                | 0                | 0                | 10       | 0      | 0           | 0          |
| M. Tarrieu   | 3          | 1          | 0           | 0          | 0                | 0                | 0                | 0                | 3        | 1      | 0           | 0          |
| J. Thibaud   | 15         | 1          | 2           | 0          | 0                | 0                | 0                | 0                | 15       | 1      | 2           | 0          |
| A. Touzeau   | 0          | 0          | 0           | 0          | 0                | 0                | 0                | 0                | 0        | 0      | 0           | 0          |